# Ash Like Snow
「Ash Like Snow」（アッシュ ライク スノー）は、日本のバンドthe brilliant greenの17枚目のシングル。2008年2月6日リリース。

## 解説
2007年の活動再開後3枚目のシングル。2008年2月20日リリースのシングルコレクション『complete single collection '97-'08』の先行シングルでもある。
初回限定盤はビデオクリップおよびメイキングを収録したDVD付属のほか、『機動戦士ガンダム00』ワイドキャップステッカーとキャラクターIDカード（アレルヤ・ハプティズム）封入。通常盤には初回盤とは別のステッカーが封入されている。ビデオクリップおよび通常盤のジャケットには、『機動戦士ガンダム00』に登場するマスコットロボ「ハロ」が映っている。
リリース日の2月6日は、Vo.川瀬智子の誕生日である。
インターネット上の歌詞検索サイトによって歌詞が一部異なっている。
なお、この曲はデフスターレコーズ時代の最後のシングル曲となった。
2013年にはTommy heavenly6名義でアルバム「TOMMY ♡ ICE CREAM HEAVEN ♡ FOREVER」にEnglish versionとしてセルフカバーしている。

## 収録曲
1. Ash Like Snow
  - 作詞：川瀬智子 作曲：奥田俊作 編曲：the brilliant green
  - MBS・TBS系アニメ『機動戦士ガンダム00』1stシーズン・第14話～第25話（最終話）までのオープニングテーマ。
2. goodbye and good luck (piano arrange version)
  - 作詞：川瀬智子 作曲：奥田俊作 編曲：the brilliant green
  - 2ndシングル「goodbye and good luck」のアレンジ・バージョン。
3. Ash Like Snow (ORIGINAL INSTRUMENTAL)

## 収録アルバム
- complete single collection '97-'08（#1）
- TOMMY ♡ ICE CREAM HEAVEN ♡ FOREVER（#1、English version）